# Гольбиці
Гольбиці (пол. Golbice) — село в Польщі, у гміні Грабув Ленчицького повіту Лодзинського воєводства.
Населення — 145 осіб (2011).
У 1975-1998 роках село належало до Конінського воєводства.

## Демографія
Демографічна структура станом на 31 березня 2011 року:
|          | Загалом | Допрацездатний вік | Працездатний вік | Постпрацездатний вік |
| -------- | ------- | ------------------ | ---------------- | -------------------- |
| Чоловіки | 73      | 18                 | 47               | 8                    |
| Жінки    | 72      | 13                 | 39               | 20                   |
| Разом    | 145     | 31                 | 86               | 28                   |